# Rudolf Haym
Rudolf Haym (5. října 1821 Grünberg, Slezsko – 27. srpna 1901 Sankt Anton am Arlberg, Rakousko-Uhersko) byl německý filozof a teolog.

## Život
Haym studoval filozofii a teologii na univerzitách v Halle a v Berlíně. V roce 1848 se stal členem frankfurtského parlamentu. Od roku 1851 přednášel literaturu a filozofii na univerzitě Martina Luthera v Halle, o devět let později (1860) se zde stal profesorem.
Jeho spisy jsou biografické a kritické. Věnuje se v nich hlavně německé filozofii a literatuře. V roce 1870 publikoval historii romantismu, Der Romantische Schule. Také napsal biografii Wilhelma von Humboldta (1856), Hegela (1857), Schopenhauera (1864), Herdera (1877–85) a Maximiliana Wolfganga Dunckera (1890). V roce 1901 vydal Erinnerungen aus meinem Leben.